# سوزان آدم مكيلفي
سوزان آدم مكيلفي (1888-1964) (بالإنجليزية: Susan Adams McKelvey)‏ هي عالمة نبات أمريكي.